# Пам'ятки архітектури Судацької міськради
На території Судацької міської ради знаходиться 22 пам'ятки архітектури та архітектурно-археологічні комплекси, з яких 6 — національного значення.
| № п/п                  | Обліковій номер | Найменування пам'ятника                                | дата                              | місто                            | ардеса / розташування                                                                                            | Рішення про взяття на облік | фото |
| ---------------------- | --------------- | ------------------------------------------------------ | --------------------------------- | -------------------------------- | --- | --- | ---- |
| м. Судак               |                 |                                                        |                                   |                                  | | |      |
| Національного значення |                 |                                                        |                                   |                                  | | |      |
| 1                      | 284-Н           | Церква Параскеви                                       | Х ст.                             | Судак                            | вул. Приморська, 13 44°50′37.1″ пн. ш. 34°57′18″ сх. д. / 44.843639° пн. ш. 34.95500° сх. д.                     | Постанова РМ УРСР від 24.08.1963 № 970, уч. № 284 |      |
| 2                      | 279-Н           | Архітектурно-археологічний комплекс-Судацька фортеця   | XI-XV ст.                         | Судак                            | північно-західні схили Фортечний гори 44°50′25″ пн. ш. 34°57′28″ сх. д. / 44.84028° пн. ш. 34.95778° сх. д.      | Постанова РМ УРСР від 24.08.1963 р. № 970, діл. № 279; рішення КО від 05.09.1969 р. № 595, уч. № 1919; рішення КО від 22.05.1979 р. № 284; Рішення КО від 15.04.1986 р. № 164 рішення КО від 20.02.1990 № 48 |      |
| Місцевого значення     |                 |                                                        |                                   |                                  | | |      |
| 1                      | -               | Приморське укріплення та споруди, що його перекривають | VI-IX ст., XIV ст.                | Судак                            | | Рішення КО від 22.05.1979 № 284 |      |
| 2                      | -               | Будівля земської лікарні                               | 2-а половина XIX ст.              | Судак                            | вул. Гвардійська, 1, літер «А» (ЦРЛ)                                                                             | Наказ МК України від 20.01.2012 № 45 |      |
| 3                      | -               | Особняк                                                | початок XX ст.                    | Судак                            | вул. Леніна, 28 (аптека)                                                                                         | Рішення КО від 05.06.1984 № 284 |      |
| 4                      | -               | Колишня церква Покрова                                 | кінець XVIII ст. (1819–1826 рр..) | Судак                            | вул. Леніна, 29 (діюча церква)                                                                                   | Рішення КО від 22.05.1979 № 284 |      |
| 5                      | -               | Колишній особняк (дача Функа)                          | XIX ст.                           | Судак                            | вул. Набережна, 11, літер "А "                                                                                   | Рішення КО від 05.06.1984 № 284 |      |
| 6                      | -               | Фонтан                                                 | XVI-XIX ст. (XVI–XVIII ст.)       | Судак                            | вул. Приморська (колишній c. Затишне)                                                                            | Рішення КО від 22.05.1979 № 284 |      |
| 7                      | -               | Баня (руїни)                                           | XIII-XV ст.                       | Судак                            | вул. Приморська (будинок відпочинку «Сокіл»)                                                                     | Рішення КО від 05.06.1984 № 284 |      |
| 8                      | -               | Церква Параскеви                                       | Х ст.                             | Судак                            | вул. Приморська, 13                                                                                              | Постанова РМ УРСР від 24.08.1963 № 970 |      |
| 9                      | -               | Колишня кірха                                          | XIX ст. (1887 р.)                 | Судак                            | вул. Приморська, 13 (виставковий зал Судакської фортеці)                                                         | Рішення КО від 22.05.1979 № 284 |      |
| Територія міської ради |                 |                                                        |                                   |                                  | | |      |
| Національного значення |                 |                                                        |                                   |                                  | | |      |
| 1                      | 283-Н           | Вежа Чабан-Куле                                        | XIV-XV ст.                        | с. Морське                       | 10 км на південний захід, 28-30 км шосе Алушта-Судак                                                             | Постанова РМ УРСР від 24.08.1963 р. № 970, уч. № 283 |      |
| 2                      | 282-Н           | Церква Іллі                                            | X-XI ст.                          | с. Сонячна Долина                | вул. Чорноморська, 14, літер «А» 44°52′31″ пн. ш. 35°6′2″ сх. д. / 44.87528° пн. ш. 35.10056° сх. д.             | Постанова РМ УРСР від 24.08.1963 № 970, уч. № 282 |      |
| 3                      | 010029-Н        | Фортеця «Кутлак»                                       | I ст. до н. е.                    | Веселовська с/р, с. Веселе       | у південно-західного схилу гори Караул-Оба 44°49′31″ пн. ш. 34°52′54″ сх. д. / 44.82528° пн. ш. 34.88167° сх. д. | Постанова Кабінету Міністрів України від 03.09.2009 № 928; |      |
| 4                      | 010028-Н        | Археологічний комплекс «Караул-Оба»                    |                                   | с. Веселе, смт Новий Світ        | територія Новосветовского заповідника на вершині гори Караул-Оба, в коридороподібному проході між скель          | Постанова Кабінету Міністрів Україна від 03.09.2009 № 928; |      |
| Місцевого значення     |                 |                                                        |                                   |                                  | | |      |
| 1                      | -               | Мечеть Аджи-Бей                                        | XVIII ст.                         | Дачнівська с/р, с. Дачне         | вул. Гірська | Постанова РМ Криму від 14.12.1992 № 261 |      |
| 2                      | -               | Вежа Чабан-Куле                                        | XIV-XV ст.                        | Морська с/р, с. Морське          | 10 км на південний захід, 28-30 км шосе Алушта-Судак                                                             | Постанова РМ УРСР від 24.08.1963 № 970, діл. № 283 |      |
| 3                      | -               | Цистерна (руїни)                                       | кінець XIX ст.                    | Новосвітська п/р, смт Новий Світ | | Рішення КО від 20.02.1990 № 48 |      |
| 4                      | -               | Голіцинська стежка та гроти                            | кінець XIX століття               | Новосвітська п/р, смт Новий Світ | східний схил гори Коба-Кая, мис Кара-Бурун                                                                       | Рішення КО від 20.02.1990 № 48 |      |
| 5                      | -               | Комплекс колишнього Голіцинського заводу               | XIX ст.                           | Новосвітська п/р, смт Новий Світ | вул. Л. Голіцина-Шаляпіна                                                                                        | Наказ МКтаТ України від 25.10.2010 № 957/0/16-10 |      |
| 6                      | -               | Палац колишній Голіцинський                            | XIX ст.                           | Новосвітська п/р, смт Новий Світ | вул. Шаляпіна, 11, літер «А»                                                                                     | Рішення КО від 22.05.1979 № 284 |      |